# Рауль Гонсалес (чилійський футболіст)
Рауль Гонсалес (ісп. Raúl Isaac González, нар. 2 грудня 1956, Вальпараїсо) — чилійський футболіст, що грав на позиції захисника, зокрема, за «Сантьяго Вондерерз» і «Палестіно», а також національну збірну Чилі.

## Клубна кар'єра
У дорослому футболі дебютував 1975 року виступами за команду «Сантьяго Вондерерз», в якій провів чотири сезони, після чого перейшов до «Палестіно», в якому протягом наступних чотирьох років, взявши участь у 87 матчах чемпіонату.
Завершував виступи на професійному рівні у ПАР, де на почтаку 1980-х грав за «Морока Своллоуз» і «Дурбан Буш Букс».

## Виступи за збірну
1979 року провів чотири матчі у складі національної збірної Чилі. У складі збірної був учасником тогорічного Кубка Америки, де разом з командою здобув «срібло».

## Титули і досягнення
- Срібний призер Кубка Америки: 1979